# Pseudotinea caprina
Pseudotinea caprina is een vlindersoort uit de familie van de prachtvlinders (Riodinidae), onderfamilie Riodininae.
Pseudotinea caprina werd in 1859 beschreven door Hewitson.